# Həsənsu
Həsənsu è un comune dell'Azerbaigian situato nel distretto di Ağstafa. Conta una popolazione di 2 841 abitanti.